# Norther
Norther var ett melodiskt death metal-band från Helsingfors, Finland, med kontrakt hos hårdrocks-skivbolaget Century Media Records. 

## Musikstil
Norther tillhör den finska melodiska death metal-scenen och jämfördes i början av karriären med Children of Bodom. Norther har dock utvecklat ett eget distinkt sound. Utmärkande är melodiska sånger med högt tempo, kraftigt trummande, Petri Lindroos röst samt tekniska, klassiskt influerade gitarrsolon. Syntharnas roll är att skapa atmosfär i bakgrunden.

## Biografi
Bandet bildades 1996 i Helsingfors under namnet Requiem och sattes samman av gitarristen Petri Lindroos, trummisen Toni Hallio och två andra musiker. I början hade bandet problem att hitta en bra replokal, men 1997 ordnade gitarrist Alexander Kuoppala (tidigare Children of Bodom) en lokal för dem att öva i. Tyvärr blev den nya lokalen riven efter kort tid och de två musikerna som hade spelat tillsammans med Lindroos och Hallio tröttnade och lämnade Requiem.
Efter ett par månader hittade bandet en ny lokal och började leta efter nya medlemmar. Efter ganska många auditioner utan att hitta några lämpliga kandidater så tog bandet en paus fram till början av 2000 då de mötte gitarrist Kristian Ranta. Ranta kände två bröder som också började i bandet, Sebastian Ekroos och Joakim Ekroos, och man spelade in den första demon. Den lovande demon gjorde att de fick kontrakt med Spinefarm Records.
På grund av interna problem slutade dock bröderna Ekroos, vilket emellertid ledde till att Norther hittade sin första stabila uppsättning med basist Jukka Koskinen och keyboard spelaren Tuomas Planman.
Albumet Dreams of Endless War spelades in vilket fick mycket god kritik av pressen, varefter bandet började med spelningar i Helsingfors-området.
I oktober 2005 lämnade Tony Hallio bandet vilket gjorde att Petri Lindroos nu är den enda originalmedlemmen som fortfarande spelar i bandet. Tony ersattes as Heikki Saari från bandet Virtuocity.
Den 4 mars 2009 meddelades det från bandets officiella hemsida att sångaren och gitarristen Petri Lindroos lämnar bandet för att fokusera all sin tid på sitt andra band Ensiferum. Det faktum att Petri har varit medlem i båda banden tidigare är en av anledningarna till att Norther inte har kunnat fungera som ett aktivt band.

## Medlemmar
Senaste medlemmar

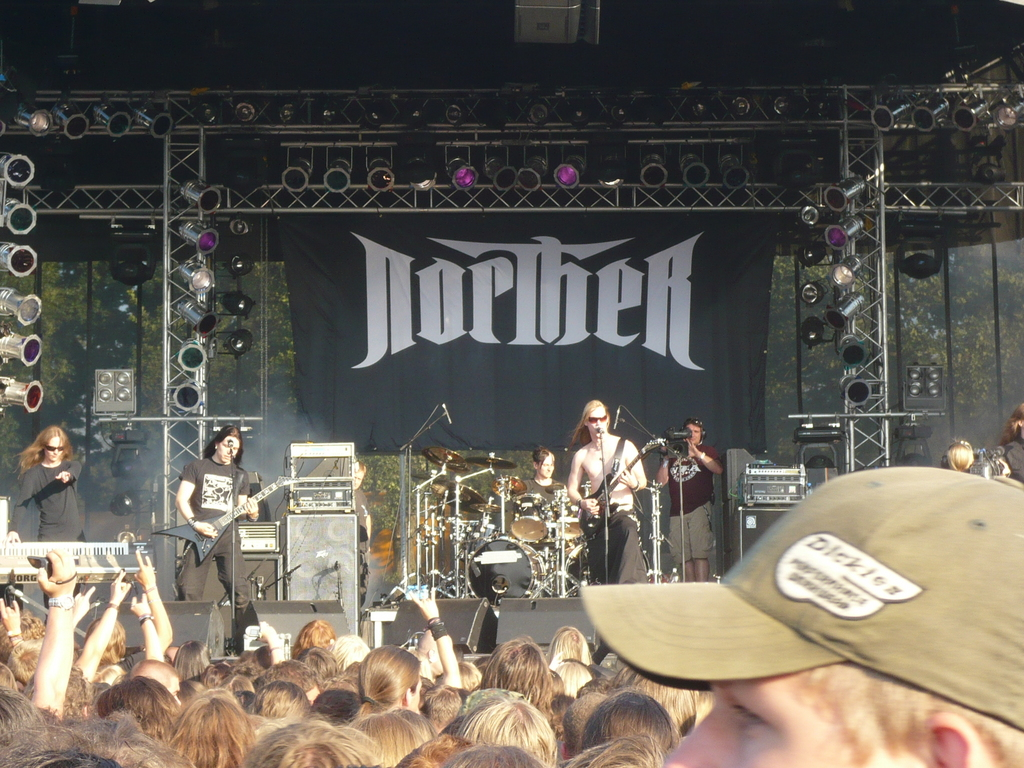
Norther på Wacken Open Air 2007.

- Jukka Koskinen – basgitarr, bakgrundssång (2000–2012)
- Kristian Ranta – gitarr (2000–2012), sång (2005–2012)
- Tuomas Planman – keyboard (2000–2012)
- Heikki Saari – trummor (2005–2012)
- Aleksi Sihvonen – sång (2009–2012)
- Daniel Freyberg – gitarr (2009–2012)

Tidigare medlemmar
- Sebastian Ekroos – basgitarr (2000)
- Toni Hallio – trummor (2000–2005)
- Joakim Ekroos – keyboard (2000)
- Petri Lindroos – sång, gitarr (2000–2009)

Turnerande medlemmar
- Tomi Luoma – gitarr (2011, 2012)
- Daniel Freyberg – gitarr (2009–2010)

## Diskografi
Demo
- Warlord (2000)

Studioalbum
- Dreams of Endless War (2002)
- Mirror of Madness (2003)[5]
- Death Unlimited (2004)
- Till Death Unites Us (2006)
- N (2008)
- Circle Regenerated (2011)

EP
- Solution 7 (2005)
- No Way Back (2007)

Singlar
- "Released" (2002)
- "Unleash Hell" (2003)
- "Spreading Death" (2004)
- "Scream" (2006)
- "We Rock" (2008)

Video
- Spreading Death (Mini DVD) (2004)